# Radisson Hotels
Radisson Hotels é uma rede internacional de hotéis sediada nos Estados Unidos. Em junho de 2022, o Radisson Hotel Group concordou em vender o Radisson Hotels Americas — com operações e propriedades nos Estados Unidos, Canadá, América Latina e Caribe — para Choice Hotels por US$ 675 milhões. O negócio foi concluído em 11 de agosto de 2022.

## Marcas
A maioria dos hotéis da marca Radisson está localizada nos Estados Unidos. O Radisson Hotel original, inaugurado em 1909, ficava na 41 South Seventh Street, em Minneapolis. No entanto, a empresa opera diversas marcas. A Radisson Blu é uma rede internacional de hotéis de luxo. Seus hotéis estão localizados nos principais destinos de viagens. O Radisson Blu tem raízes que remontam à inauguração do SAS Royal Hotel na Dinamarca em 1960 e foi o primeiro hotel de design do mundo.:378–379 Após várias mudanças de nome, cisões e reformulações de marca, a Radisson Blu foi criada em 2009.
Radisson Red é uma rede de hotéis de serviço completo que opera nos Estados Unidos e internacionalmente. Em 2019, a marca contava com vinte e três hotéis em operação ou em desenvolvimento. Anteriormente conhecida como Quorvus Collection até 2018, a Radisson Collection foi introduzida em 2014 como uma marca de luxo. O primeiro hotel da empresa foi convertido para usar a marca Radisson Collection. Em 2024, havia um total de 30 propriedades na Europa, Ásia e Oriente Médio.

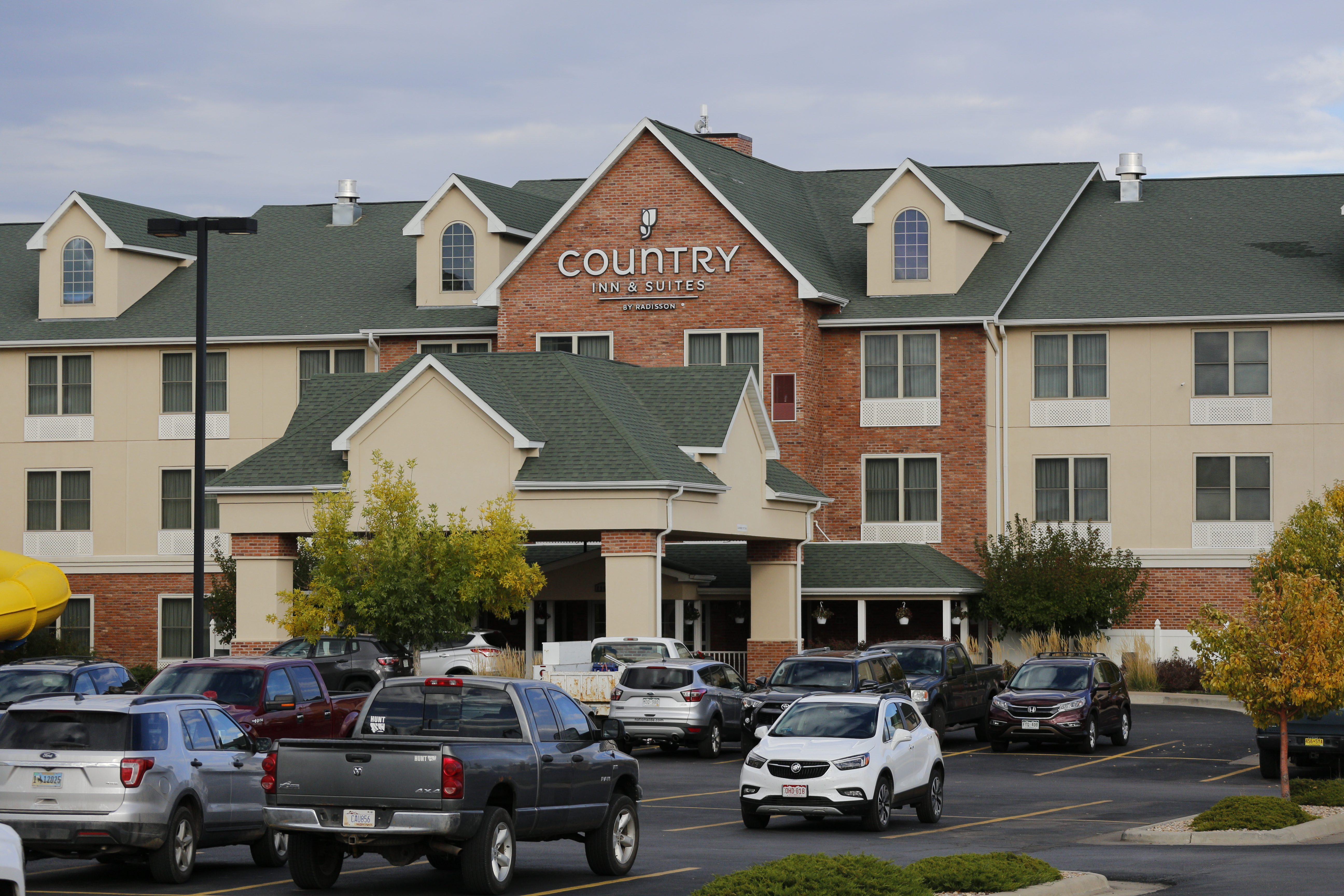
A entrada de um hotel Country Inn & Suites em Gillette em 2018

Country Inns & Suites by Radisson é outra rede de hotéis operada pela empresa. Os locais são principalmente de propriedade e operação independentes e franqueados sob acordos de licenciamento. A rede foi fundada pelo ex-proprietário da Carlson Hotels, Carlson Companies, em 1986 como uma marca de "classe média". A Carlson Companies também era dona da rede de restaurantes homônima, Country Kitchen, naquela época. Em janeiro de 2018, dois anos após a Carlson vender o grupo hoteleiro, a marca foi renomeado.
Já o Park Inn by Radisson é um grupo hoteleiro de médio porte. É descrito como um "hotel acessível para viajantes a negócios e lazer". De acordo com o U.S. News & World Report, o hotel oferece "acomodações confortáveis e contemporâneas, além de restaurantes no local".